# Тутлар
Тутлар (чечен. Дитташка) — село в Хасавюртовском районе Дагестана. Входит в состав Адильотарского сельсовета.

## Географическое положение
Расположено на берегу реки Акташ, в 25 км к северо-востоку от города Хасавюрт.
Ближайшие населённые пункты: на северо-западе — село Цияб-Цилитли, на северо-востоке — село Шагада, на юге — село Умаротар, на юго-западе — село Адильотар.

## История
Немецкая колония Тутулар основана в 1898 г переселенцами из Бессарабской, Таврической, Екатеринославской и Херсонской губерний. В 1900 году входила в состав Костекского сельского общества, состояла из 27 хозяйств. В 1907 году состояла уже из 31 хозяйства, в которых проживало 212 человек. Жителями арендовалось 1442 десятины земли.
22 ноября 1928 года 4 сессией ЦИК ДАССР 6 созыва принимается новый проект районирования республики. На его основе было принято постановление о разукрупнении округов и районов и образовании 26 кантонов и 2 подкантонов. Хасавюртовский кантон был образован на части территории бывшего Хасавюртовского округа, переданного в состав ДАССР из Терской области в 1921 году. По новому районированию кантон состоял из 18 сельских советов, в том числе Бамматюртовский — Бамматюрт, Абдурашид, Адильотар, Зарият-отар, Кошай-отар, Манти-отар, Тутлар.

## Население
| 1926 | 1939 | 1944 | 1959 | 1970 | 1989 | 2002 |
| ---- | ---- | ---- | ---- | ---- | ---- | ---- |
| 208  | ↘142 | ↗210 | ↘170 | ↗261 | ↗311 | ↗451 |
| 2010 | 2021 |      |      |      |      |      |
| ↗505 | ↗681 |      |      |      |      |      |

В 1900 году в колонии проживало 182 человека, немцы, католики.
Национальный состав по переписи 2002 г.: чеченцы — 95 %
- Национальный состав (2010):

Аварцы — 14 чел., чеченцы — 485 чел..

## Улицы
Список улиц села:
- улица Малика Джаналиева
- улица Джамалдина Сотаева
- улица Девлетмурзы Гебекова
- улица Ауховская
- улица Речная
- улица Акташская
- улица Бувайсара Сайтиева
- улица Шоссейная
- улица Грозненская
- улица Строительная

## Инфраструктура
Фельдшерско-акушерский пункт

## Ислам
Мечеть